# إمارة واي (دولة مجهرية)
إمارة واي هي إحدى الدول المجهرية المزعومة في أستراليا وتقع في ضاحية موسمان في سيدني. إنه مجتمع غير معترف به ولم يتم الاعتراف به محليًا أو وطنيًا.
في عام 2004، ادعى بول ديلبرات أنه انفصل عن موسمان وطوّر دولته المجهرية ردًا على نزاع طويل مع حكومة المجلس المحلي. بعد 20 عامًا من السعي للحصول على إذن التخطيط، فقد استئنافه في عام 2013.

## تاريخها
في عام 1993، تقدمت عائلة ديلبرات بطلب لبناء ممر إلى منزلهم على طريق غير مبني، مما أدى إلى معركة طويلة الأمد مع مجلس منطقة موسان خسروها في النهاية. في النهاية، في 15 نوفمبر 2004،  ادعى بول ديلبرات الانفصال عن منطقة موسمان، وإن لم يكن من أستراليا، مدعيا أنه كان أمير إمارة واي.
وقد تم ملاحظة هذه الكيان من قبل وسائل الإعلام الدولية والمحلية، بما في ذلك Sky News،  The Daily Telegraph ،  The Sydney Morning Herald،  ديلي تلغراف (سيدني)،  The National (أبو ظبي) )  وكويت تايمز. ومع ذلك، لا يوجد حتى الآن اعتراف محلي أو وطني أو دولي بالمجتمع.
حضر دلبرات المؤتمر الأسترالي الأول لقادة الدول الصغرى في جزيرة دانغار في عام 2010،  والذي رعته جامعة ماكواري.

## المساهمة في الفنون
مجتمع إمارة واي هو راعي نشط للفن ويرعى جائزة فنية. كما تمت دعوة ممثلين من الإمارة لافتتاح المعارض  وإلقاء محاضرات  في المجتمع المحلي وفي جميع أنحاء الولاية. ظهرت المراجعات والمقالات الفنية في والإخبار للمجتمع الفني  ويتم نشرها على موقع إمارة واي لدعم الفنانين المحليين والمشاهير. تقام المعارض الخاصة داخل الإمارة عن طريق الدعوة والمعارض العامة مفتوحة في السفارة في جورج هايتس، تعرض أعمال لفنانين جدد وناشئين.

## في الثقافة الشعبية
واي شخصية في سلسلة الكوميديا اليابانية، المانجا، والأنيمي، حول الدول المجسمة والدول المجهرية، Hetalia: Axis Powers. تم تصوير واي كفتاة صغيرة ذات مكانة صغيرة قيل إنها موهوبة فنياً. في 13 سبتمبر 2010، نشر الأمير بول من ولاية واي لوحة على مدونته الشخصية. بينما لم يكن هناك في الأصل أي إشارة مباشرة إلى Hetalia في المنشور نفسه، فمن المحتمل أنه تم إبلاغه بوجود الشخصية. في وقت لاحق، تم تحديث المنشور بتسمية المسلسل نفسه.

## الروابط الخارجية
- الموقع الرسمي